# Die Kirche bleibt im Dorf
Die Kirche bleibt im Dorf ist eine schwäbische Mundartkomödie aus dem Jahre 2012. Ulrike Grote führte Regie und schrieb auch das Drehbuch. Kinostart in Deutschland war am 23. August 2012.

## Handlung
Die zwei in „Dauerfehde“ stehenden Dörfer Oberrieslingen und Unterrieslingen teilen sich einen Friedhof in Unterrieslingen und eine Kirche in Oberrieslingen. Diese Situation sorgte schon immer für Ärger zwischen den Dörfern und besonders zwischen den Familien Häberle und Rossbauer.
Aktuell heizt ein Schlagloch auf der Gemarkungsgrenze der zwei Dörfer den Streit weiter an. Keiner sieht sich für die Reparatur verantwortlich. Der Streit eskaliert, als Oma Häberle aus Oberrieslingen in der Nähe des Schlaglochs verunglückt und stirbt. Als sie auf dem Friedhof in Unterrieslingen beigesetzt werden soll, haben die Dorfbewohner das Loch dafür ausgerechnet neben dem Komposthaufen gegraben, was neuen Unmut heraufbeschwört.
Während in Oberrieslingen die Trauerfeier stattfindet, tauchen plötzlich zwei Fremde auf, die sich für die Kirche interessieren. Howard Jones, ein ausländischer Multimillionär, bietet mehrere Millionen für das Gebäude. Angeblich möchte er die Kirche seiner Mutter zu Weihnachten schenken. Der Gemeinderat plant sofort, was er alles mit dem Geld machen will.
Als die Unterrieslinger davon Wind bekommen, sind sie empört und verweisen auf einen alten Fluch. Elisabeth Rossbauer droht an, die in Unterrieslingen bestatteten Oberrieslinger wieder auszugraben und zurückzubringen. Und mit Oma Häberle würden sie anfangen. Um den Verkauf der Kirche zu verhindern, lassen sie kurzerhand die Marienfigur des Altars aus der Nase bluten. Doch mit diesem „Blutwunder“ wird am Ende nur der Kaufpreis in die Höhe getrieben.
Maria Häberle betreibt mit ihren beiden Schwestern Christine und Klara eine kleine Gaststätte, in der auch die beiden Fremden wohnen. Christine belauscht ein Gespräch der beiden Fremden, wonach die Kirche möglicherweise das Zehnfache des verhandelten Preises wert ist, weil sich ein geheimnisvolles Manuskript darin verbirgt. Ihr Vater, Gottfried Häberle, der zugleich Bürgermeister des Ortes ist, hat jedoch gerade erfahren, dass Peter Rossbauer um die Hand seiner jüngsten Tochter Klara anhält. Daher ist er für nichts anderes mehr zugänglich. Wut und Empörung über dieses dorfübergreifende Liebespaar gipfeln in der ‚Ankunft‘ des Sargs von Oma Anni. Die Rossbäuerin hat ihn wie angedroht ausgegraben und den Weinberg hinunter bis Oberrieslingen rutschen lassen.
Trotz der neuen Ereignisse lenkt Elisabeth Rossbauer, die Ortsvorsteherin von Unterrieslingen, unerwartet ein und unterschreibt den Kaufvertrag. Während Howard Jones und sein Begleiter Dieter Osterloh beginnen die Kirche für den Transport nach Amerika zu vermessen, will Maria Häberle den Sarg von Oma Anni in der Gruft der Kirche unterbringen. Sie hat sich mit ihrer Familie darüber geeinigt, dass die Oma ja schließlich schon immer mal eine Reise machen wollte. So kommt sie jetzt vielleicht endlich dazu und sie hätten gleich einen Platz für den Sarg. Jones und Osterloh helfen den Häberleschwestern, den Sarg in die Gruft zu tragen, und entdecken dabei einen Sarkophag, in dem sie den verborgenen Schatz vermuten. Nach ihren Vermutungen liegen hier ein goldener Kelch und die erste Fassung von Shakespeares Romeo und Julia verborgen.
Gottfried Häberle gerät mit seinem Traktor in das Schlagloch, wobei dieser umkippt und den alten Mann dabei einklemmt. Klara findet ihn dort und holt ihre Schwestern zu Hilfe. Gemeinsam versuchen sie den Traktor anzuheben, aber sie schaffen es nicht. Elisabeth Rossbauer, die mit ihrem Sohn Karl vorbeikommt, packt nach langem Gewissenskampf mit an und hilft. Karl meint nun, dass es so nicht weitergehen kann mit ihren beiden Dörfern, da es sonst eines Tages noch Tote gebe. Der gleichen Meinung sind auch die Häberleschwestern. Christine findet nun auch endlich Gelegenheit, von ihrem belauschten Gespräch zu berichten, und eröffnet, dass Jones mit dem Kirchenkauf alle „übers Ohr haut“. Sie schmieden einen Plan. Während Christine mit ihren weiblichen Reizen Jones ablenkt, sehen Karl Rossbauer und Maria Häberle in der Kirche nach und finden in alten Schriften die Überlieferung, dass hier bereits 1588 ein Liebespaar ähnlich wie Romeo und Julia den Freitod gewählt hatte, weil eine Verbindung zwischen Oberrieslingen und Unterrieslingen unmöglich war. Der gesuchte Kelch, aus dem beide ihren tödlichen Trunk genommen hatten, befindet sich jedoch nicht mehr in der Kirche, sondern in Oma Annis Nachlass. Allerdings haben sie keine Idee, wo das Manuskript von Romeo und Julia verborgen sein könnte, von dem Jones gesprochen hatte.
So kommen die Häberles und Rossbauers überein, dass ihnen ihre Kirche mehr wert ist, als was Jones ihnen dafür gezahlt hat. Sie planen, ihre Kirche, die bereits transportfertig in einem Stück zum Verladen bereitsteht, zurückzuholen. Zunächst füllen sie das Schlagloch auf und stellen dabei fest, dass das doch gar nicht so schwer war. Maria setzt Jones’ Begleiter mit K.-o.-Tropfen außer Gefecht, und Christine lockt Jones zu sich und lässt sich mit ihm einsperren. Beide Dörfer schaffen nun ungestört mit vereinten Kräften und all ihren Traktoren die Kirche an einen anderen Platz und hüllen sie mit Strohballen ein. Maria und Christine finden das gesuchte Manuskript im Taufengel versteckt. Am nächsten Morgen suchen Jones und Osterloh vergeblich nach dem Gebäude. Entrüstet packen sie ihre Sachen und wollen abreisen. Christine, die sich in Jones verliebt hat, gibt ihm das alte Manuskript und sagt: „Das kannst du haben, aber die Kirche bleibt im Dorf.“
Maria hatte in Oma Annis Nachlass einen Stapel Liebesbriefe gefunden, bei denen es sich um einen regen Briefverkehr zwischen ihr und Opa Rossbauer handelt. Daraufhin bemerken Elisabeth Rossbauer und Gottfried Häberle, dass sie sich eigentlich mögen, und auch Maria Häberle findet Gefallen an Karl Rossbauer.
Am Ende hat auch Jones gemerkt, dass ihm Christine viel bedeutet, und kehrt mit dem Manuskript zurück. Klara und Peter heiraten in der Kirche, die nun einen neuen, neutralen Platz gefunden hat.

## Hintergrund
Die Dreharbeiten fanden von August bis Oktober 2011 in Diersburg (Baden-Württemberg), Sexau (Baden-Württemberg), Ingersheim (Neckar), Hamburg und Schleswig-Holstein statt. Federführende Produktionsgesellschaft war die Fortune Cookie Filmproduction von Ilona Schulz und Ulrike Grote. Koproduzenten waren Network Movie, der Südwestrundfunk und die Degeto. Für den Südwestrundfunk drehte Fortune Cookie von 2012 bis 2017 in Anlehnung an den Kinofilm eine 30-teilige gleichnamige Fernsehserie, in der die Vorgeschichte zum Kinofilm erzählt wird.
Mit 435.049 Besuchern bis Jahresende platzierte sich die Komödie auf Platz 15 der meistgesehenen deutschen Kinoproduktionen des Jahres 2012.

## Fortsetzung
Die Fortsetzung des Films kam 2015 unter dem Titel Täterätää! – Die Kirche bleibt im Dorf 2 in die Kinos und wurde am 7. September 2019 im Ersten erstausgestrahlt.

## Kritiken
Kino.de schreibt, dass die Regisseurin: „geschickt viel Situationskomik und Wortwitz [drapierte], der von ‚di verstande koi deutsch‘ bis zu den Verwechslungsklassikern ‚noi‘ im Sinne von ‚nein‘ und eben nicht ‚neu‘ bzw. ‚net‘ im Sinne von ‚nicht‘ und nicht ‚nett‘ reichen. Alles in allem hätte dem etwas anderen Heimatlustspiel, das mundgerecht in kleine Kapitel aufgeteilt ist, eine weniger komplizierte Handlung und deutlich mehr Licht gut getan.“
Focus online beurteilt den Film als eine: „herrlich frische, skurrile Schwaben-Komödie.“
Thomas Abeltshauser von die Welt kommt zu der Bewertung: „Warum dieser Pilotfilm für eine Fernsehserie, der in keiner Sekunde auch nur den Anflug eines cineastischen Formwillens zeigt, im Kino laufen muss, bleibt ein Geheimnis. Da hätten sich die Macher doch besser an den Titel ihres Werks gehalten.“
Die Badische Zeitung meint: „Das Filmgebräu aus Slapstick, Romeo & Julia, Historienschauer à la ‚Sakrileg‘ und Schwabenposse im Stil von ‚Laible & Frisch‘ wird sein Publikum finden. Im Südwesten freut man sich darüber, in der ‚Muttersprache‘ lachen zu dürfen.“

„Schwankartige Komödie, im schwäbischen Dialekt gedreht, deren Handlung mehr Posse als realitätsnahes Regionalkino ist. Spielfreudige Darsteller sorgen trotzdem für Elan.“

Die Deutsche Film- und Medienbewertung (FBW) verlieh dem Film das Prädikat Wertvoll und lobt ihn als stimmige, durchgehend in Schwäbischem Dialekt gedrehte Komödie einer Dorfidylle als Gegenentwurf zur internationalen Globalisierung und Heimatlosigkeit.